# Аронзон, Леонид Львович
Леонид Львович Аронзон (24 марта 1939, Ленинград — 13 октября 1970, Газалкент) — русский поэт.

## Биография
Родился в Ленинграде в семье инженера-строителя Льва Моисеевича Аронзона (?—1975) и врача Ханы Хаимовны (Анны Ефимовны) Аронзон (урождённой Геллер, 1902—1989), выходцев из Могилёва. После окончания реального училища в Могилёве, отец учился в Ленинградском строительном институте, окончил Московское высшее техническое училище, специализировался на проектировке мостов и туннелей. Мать, дочь могилёвского купца 2-й гильдии Хаима Неуховича Геллера и с обеих сторон внучка раввинов, окончила Ленинградский государственный институт медицинских знаний. Родители заключили брак в 1926 году в Ленинграде. Семья жила на 2-й Советской улице, дом № 27.
В конце июля 1941 года отец и оба сына Леонид и Виталий были эвакуированы вместе с Всесоюзным проектным алюминиево-магниевым институтом «Гипроалюминий», в котором работал отец, в Лёнву; мать, к тому времени военный врач, майор медицинской службы, осталась в блокадном Ленинграде, служила в полевых госпиталях на Ленинградском и Волховском фронтах, позже начальник эвакогоспиталей в Лёнве и Дедюхине, с 1944 года вновь в Ленинграде; награждена орденом Красной Звезды (1945). В конце августа 1944 года Леонид с братом вернулись к матери в Ленинград.
Окончил 167-ю среднюю школу в 1957 году. В 1963 году окончил Ленинградский педагогический институт (сначала учился на биолого-почвенном факультете, затем перевёлся на филологический факультет и в 1959 году на заочное отделение института). Во время учёбы познакомился с будущей женой Ритой Моисеевной Пуришинской (1935—1983), с которой зарегистрировал брак 26 ноября 1958 года. В 1960 году провёл семь месяцев в больнице в связи с остеомиелитом ноги, после чего остался инвалидом. Преподавал в вечерней школе, для заработка писал сценарии научно-популярных фильмов. В начале 1960-х общался с Иосифом Бродским (который в 1960 году помог ему устроиться в геологоразведочную экспедицию), в 1965 году сблизился с Владимиром Эрлем и другими поэтами Малой Садовой, дружил с Е. Михновым-Войтенко и А. Альтшулером. В 1960—1970 годах страдал тяжёлой депрессией.
По официальной версии, застрелился из охотничьего ружья во время поездки по Средней Азии. Однако характер ранения, по результатам патологоанатомической экспертизы, свидетельствует о несчастном случае при неосторожном обращении с ружьём. Скончался в госпитале в Газалкенте. Похоронен в Петербурге, на кладбище Памяти жертв 9 января

## Творчество
Как многие его сверстники, вобрал элементы поэтики Пастернака, Ахматовой, Мандельштама, но с особенным вниманием развивал традиции Хлебникова, Заболоцкого (творчеству последнего Аронзон посвятил свой институтский диплом), других обэриутов. В центре поэзии Аронзона — мотив Рая, при этом его лирика, в особенности последних лет, глубоко трагична, в ней все настойчивее появляются темы смерти и пустоты. В середине 1960-х начал писать прозу.
В 2018 году московским театром МастерскаЯЮ поставлен спектакль «Кто взошёл на вершину холма». Это первая театральная постановка по творчеству Леонида Аронзона.

## Признание и влияние
Как стихотворец я неплох.

Всё оттого, что, слава Богу,

хоть мало я пишу стихов,

но среди них прекрасных много!

28.03.1968
При жизни практически не публиковался в открытой печати. Воспринимался одним из лидеров ленинградской неподцензурной словесности, некоторые видели в нём альтернативу Бродскому. Оказал заметное воздействие на современников и младшее поколение русских поэтов. В 1979 году сборник его стихов, составленный Е. Шварц, был издан приложением к самиздатовскому журналу «Часы», позднее с дополнениями перепечатан в Иерусалиме (издательство «Малер», подготовка текста — Ирэна Орлова, 1985) и Санкт-Петербурге (Камера хранения, 1994).
В 1990 году вышла книга «Стихотворения», составленная Вл. Эрлем. В 1998 году издана двуязычная книга стихотворений Леонида Аронзона «Смерть бабочки»: параллельный перевод на английский язык Ричарда Маккейна, предисловие Виктории Андреевой, составители Виктория Андреева и Аркадий Ровнер (М: Издательства Gnosis Press & Diamond Press). Наиболее полно творчество Аронзона представлено сегодня в комментированном двухтомном «Собрании произведений» (СПб: Издательство Ивана Лимбаха, 2006).
В 2009 году вышло первое книжное издание стихов Аронзона на немецком языке: Leonid Aronson. Innenfläche der Hand. Aus d. Russ. v. Gisela Schulte u. Marina Bordne. Edition ERATA | Leipziger Literaturverlag: Leipzig 2009 (двуязычное издание). Книга вызвала большой интерес и была отрецензирована большинством важнейших газет немецкоязычного пространства. В этом же году появился том Венского Славистического альманаха, целиком посвящённый творчеству и личности Леонида Аронзона: Йоханна Рената Дёринг, Илья Кукуй (сост.). Леонид Аронзон: Возвращение в рай. <Исследования, публикации, переводы>. Wiener Slawistischer Almanach. Том 62. Мюнхен, 2008. Можно сказать, что в 2009 году Леонид Аронзон, прежде практически неизвестный в странах немецкого языка, был признан здесь одним из выдающихся поэтов XX века.
3 июля 2011 года Гессенским радио (Франкфурт-на-Майне) была передана постановка по радиопьесе Ольги Мартыновой и Олега Юрьева «Petersburger Zwillinge» («Петербургские близнецы», на немецком языке), посвященной Леониду Аронзону и Иосифу Бродскому.
24 марта 2019 года в Музее Анны Ахматовой в Фонтанном Доме прошёл «День Аронзона». В программе принимали участие: писатель Валерий Шубинский, композитор Леонид Десятников, литературовед Петр Казарновский, литературовед Юлия Валиева, режиссёры Максим и Феликс Якубсон, издатель Ирина Тарханова. На вечере состоялась презентация новых книг Аронзона — «Графика» и «Письма Риты» (М.: Барбарис, 2018—2019).
12 октября 2019 года в Санкт-Петербурге, в канун 49 годовщины со дня смерти Аронзона, по адресу Графский переулок, дом 10 / Владимирский проспект, дом 11, где с 1963 по 1967 год проживал Леонид Аронзон, установлен памятный знак, скромная доска-миниатюра, созданная по лекалам старых городских придомовых табличек, «Райскому поэту Аронзону, влюбленному в красоту!». На доске изображена репродукция иллюстрации самого Аронзона. Инициаторами создания и установки знака выступили местные жители, простые горожане: пенсионер Валерий Петров, учитель Михаил Лоов и композитор Владимир Раннев.

## Цитаты о поэте
Всё — лицо. Лицо — лицо,

Пыль — лицо, слова — лицо,

Все — лицо. Его. Творца.

Только сам Он без лица.

1969
«Поэзия Аронзона несет в себе строгую форму, печаль и чувствительность, как будто бы он заснул в Париже в 1843 году и проснулся теперь, и все это время видел сны наяву. Но даже его сонеты несут с собой отголосок и напряжённость лучшей современной поэзии… Его голос не всегда так тих. Весна и любовь создают вулканические взрывы в его стихах. Возможно, русская поэзия воплотила в себе греческое лето и греческий свет», — эти строки принадлежат известному оксфордскому литературному критику Питеру Леви.
«Для меня лично Аронзон — один из немногих — рядом с Евгением Баратынским, Александром Введенским, Станиславом Красовицким, может быть, ещё двумя — тремя именами — один из поэтов — альпинистов, забрасывающих лестницу в небо… Он несёт с собой воздух иных миров и совершенно неповторимую подлинность…» — пишет о нём в предисловии к двуязычной книге стихотворений Аронзона «Смерть бабочки» поэтесса и литературовед Виктория Андреева.
Его английский переводчик Ричард Маккейн пишет о нём: «Для Аронзона природа во всем своем величии тем не менее метафорична… Он ярко визуальный, даже визионерский поэт. Его чувство юмора граничит с сюрреальным. Он также является продуктом шестидесятых, и его собственная „сила цветения“ создала, возможно, наиболее совершенную поэзию этого десятилетия. Для большинства читателей, даже русских, он неизвестен, и я завидую их путешествию и открытию Аронзона, которое началось для меня двадцать лет тому назад».
Спустя тридцать три года после смерти Аронзона петербургский писатель и критик Владимир Лапенков отмечает, что «...такой «камерный» поэт, как Леонид Аронзон, не меньший «универсалист», чем Бродский (а влияние на «ленинградскую школу» поэзии оказал, возможно, и большее); в его стихах лирическое начало соседствует с философским, серьёзное с иронически-игровым, общее перетекает в любовь к уникальным деталям».

## Семья
- Жена — Маргарита Моисеевна Пуришинская (1935—1983), поэтесса и переводчица[13].
- Дядя (брат матери) — Исаак Хаимович Геллер (1909—1980), учёный в области электротехники, доцент МВТУ, автор книги «Селеновые выпрямители» (1964, 1966), лауреат Сталинской премии (1952).
- Брат — Виталий Львович Аронзон (1935—2022), инженер, кандидат технических наук, заслуженный изобретатель РСФСР, лауреат премии Совета министров СССР, автор ряда научных трудов[14]. Хранитель литературного архива и издатель произведений Леонида Аронзона[15].

## Избранная литература о поэте
- Памяти Леонида Аронзона / Сост. А. Степанов, Вл. Эрль (Приложение к журналу «Часы», 1985)
- Авалиани Д. О Леониде Аронзоне // Новое литературное обозрение. — 1995. — № 14.
- Звягин Е. Леонид Аронзон // Он же. Письмо лучшему другу. СПб: Борей-Art, 1995.
- Кривулин В. Леонид Аронзон — соперник Иосифа Бродского // Он же. Охота на мамонта. СПб: Блиц, 1998. — С. 152—158.
- Самиздат Ленинграда / Под общ. ред. Д. Я. Северюхина. М.: Новое литературное обозрение, 2003. — С. 80-81.
- Новая классика: Леонид Аронзон // Критическая масса. — 2006. — № 4. — С. 52-64.
- Иванов, Борис. Как хорошо в покинутых местах... (Леонид Аронзон, 1939-1970) // Петербургская поэзия в лицах : очерки / Иванов, Борис, сост. — Москва: Новое литературное обозрение, 2011. — С. 158—238. — 392 с. — ISBN 9785867937980.